# Nicolas-Théodore-Frédéric Benoît
Pour les articles homonymes, voir Benoît.
Nicolas-Théodore-Frédéric Benoît, dit Le Parricide, né le 21 décembre 1809 à Vouziers et exécuté à Paris le 15 juillet 1832, est un criminel français.

## Biographie
Fils d'un juge de paix, il est accusé d'avoir assassiné sa mère, le 9 novembre 1829, tenté de faire croire à un cambriolage, puis le 22 juillet 1831, à Versailles, d'avoir assassiné son ancien amant Joseph Formage, à qui il aurait avoué son crime . 
Condamné à mort, il est guillotiné par Henri-Clément Sanson. 
L'affaire inspire en 1995 la pièce Hyènes de Christian Siméon. 
Jules Verne évoque l'affaire dans son récit Voyage en Angleterre et en Écosse (chapitre XLVII).